# البحيرة المسروقة
البحيرة المسروقة هي رواية للأطفال من تأليف جوان آيكن،صدرت عام 1981. تدور أحداثها في تاريخ بديل، وتروي مغامرات ديدو توايت في نسخة خيالية من أمريكا الجنوبية.
الرواية، وفقًا للتسلسل الزمني الداخلي للروايات، هي الرابعة في سلسلة سجلات الذئاب، وهي سلسلة كتب تدور أحداثها خلال عهد الملك جيمس الثالث الخيالي في القرن التاسع عشر. في هذا العالم، يحتل المستعمرون البريطانيون القدماء (الكلتيون) جزءًا من أمريكا الجنوبية بعد غزوٍ وقع قبل مئات السنين.

## حبكة الرواية
بعد مغامراتها في طيور الليل على نانتوكيت، كانت ديدو تويت تسافر عائدة إلى إنجلترا على متن السفينة الحربية ثرش. وأثناء الرحلة، تُكوِّن صداقة مع مضيف السفينة المتفتح الذهن هوليستون. ولكن السفينة تغير مسارها وتهبط على ساحل نيو كامبريا. وبموجب معاهدات قديمة بين بريطانيا ونيو كامبريا، يتم إصدار أوامر للطاقم بمساعدة الملكة جينيفرا.
عند وصولهم إلى العاصمة باث، يعلم الطاقم أن جينيفرا تريد مساعدتهم في استعادة بحيرة، تدّعي أن جارتها ليونِس قد سرقتها. يتبين أن جينيفرا هي نفسها الملكة الأسطورية غوينيفير، التي بقيت خالدة على مدى قرون، تنتظر عودة زوجها الملك آرثر. ولكنها حصلت على الخلود من خلال أكل لحوم البشر، حيث كانت تقتل الفتيات المحليّات وتتغذى عليهن لتبقى على قيد الحياة.
يتضح في النهاية أن هوليستون هو تجسيد حديث للملك آرثر، الذي كان في حالة سُبات على جزيرة تقع في البحيرة المفقودة منذ ألف عام. لكنه لا يشعر بأي رضا تجاه ما أصبحت عليه زوجته القديمة، وقد صُدم من الوحشية التي تحوّلت إليها.

## الشخصيات
- ديدو تويت، بطلة الرواية
- القبطان هيوز، قائد السفينة الحربية ثرش التي أقلّت ديدو تويت إلى أمريكا الرومانية من نانتوكيت.
- الملكة جينيفرا، الملكة البيضاء لنيو كامبريا.
- هوليستون، مضيف السفينة ثرش، ويتضح لاحقًا أنه الملك السابق لجينيفرا.

- إلين، أميرة من ليونِس، قامت ديدو تويت بإنقاذها.